# Neorhine pillansii
Neorhine pillansii là một loài thực vật có hoa trong họ Phiên hạnh. Loài này được (N.E. Br.) Schwantes mô tả khoa học đầu tiên năm 1930.